# Maupihaa

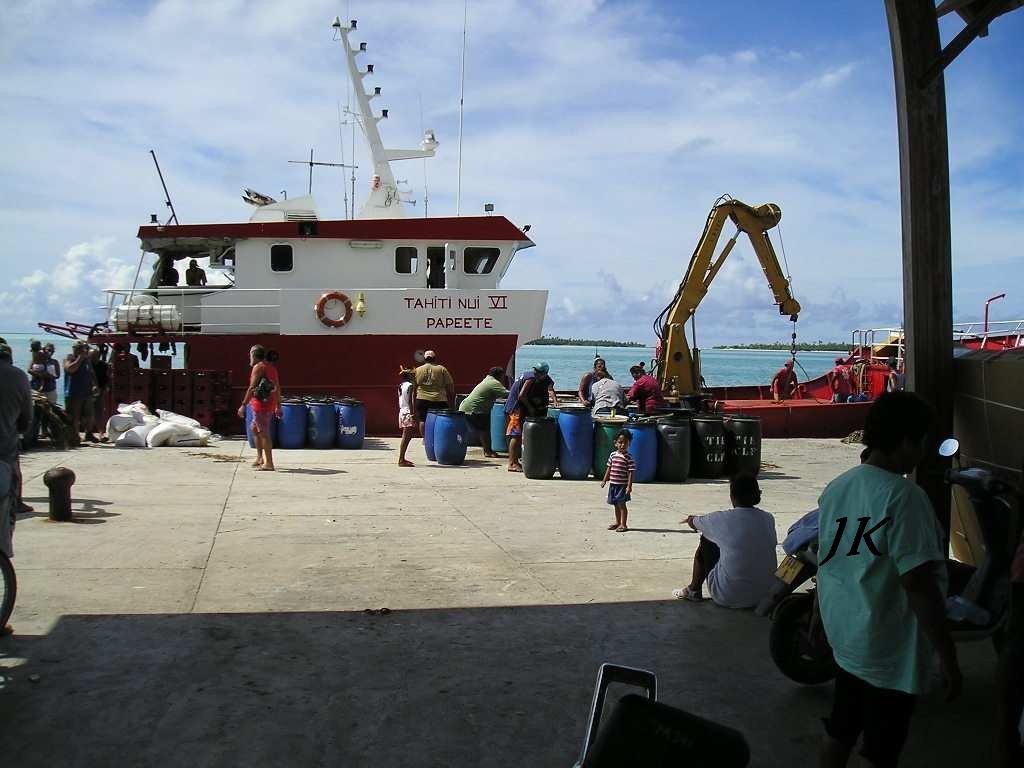
Teherhajó Maupitin. A kék hordókban nonit szállítanak Papeete-be feldolgozásra.

Maupihaa  vagy más néven Mopelia (ősi polinéz neve Maurua) egy kis méretű vulkanikus eredetű atoll a Társaság-szigetcsoporthoz tartozó Szélcsendes szigetcsoportban, 72 km-re Manuae szigettől, amely a legközelebbi szomszédja. Maupitit körbeöleli egy korálzátony gyűrű, amelyen csak egyetlen szoroson át lehet bejutni a szigethez. A szigeten jelenleg csupán két család él (2010-es adat, 2000-ben még 45-en éltek itt).

## Földrajz
Maupihaa Francia Polinéziában található a Szélcsendes-szigetek keleti részén. 
Az atoll mintegy 8 km hosszú, amely belsejében 40 méter mély a lagúna. A szigetet három oldalról korálzátony veszi körbe. 
Az atoll külső zátonyain nincs megszakítás, egy apró szorost leszámítva a nyugati oldalon. Hajóval az átkelés nem egyszerű, mert az átjáró mindössze 18 méter széles és az erős (helyenként akár 6 csomós) áramlatokkal is meg kell küzdeni. A keleti oldal egy szűk, sűrű növényzettel borított kis szigetből (Maupihaa motu) és egy sor apróbb motuból áll. Ezekkel együtt Maupihaa szárazföldjeinek teljes területe 2,6 km².

## Története

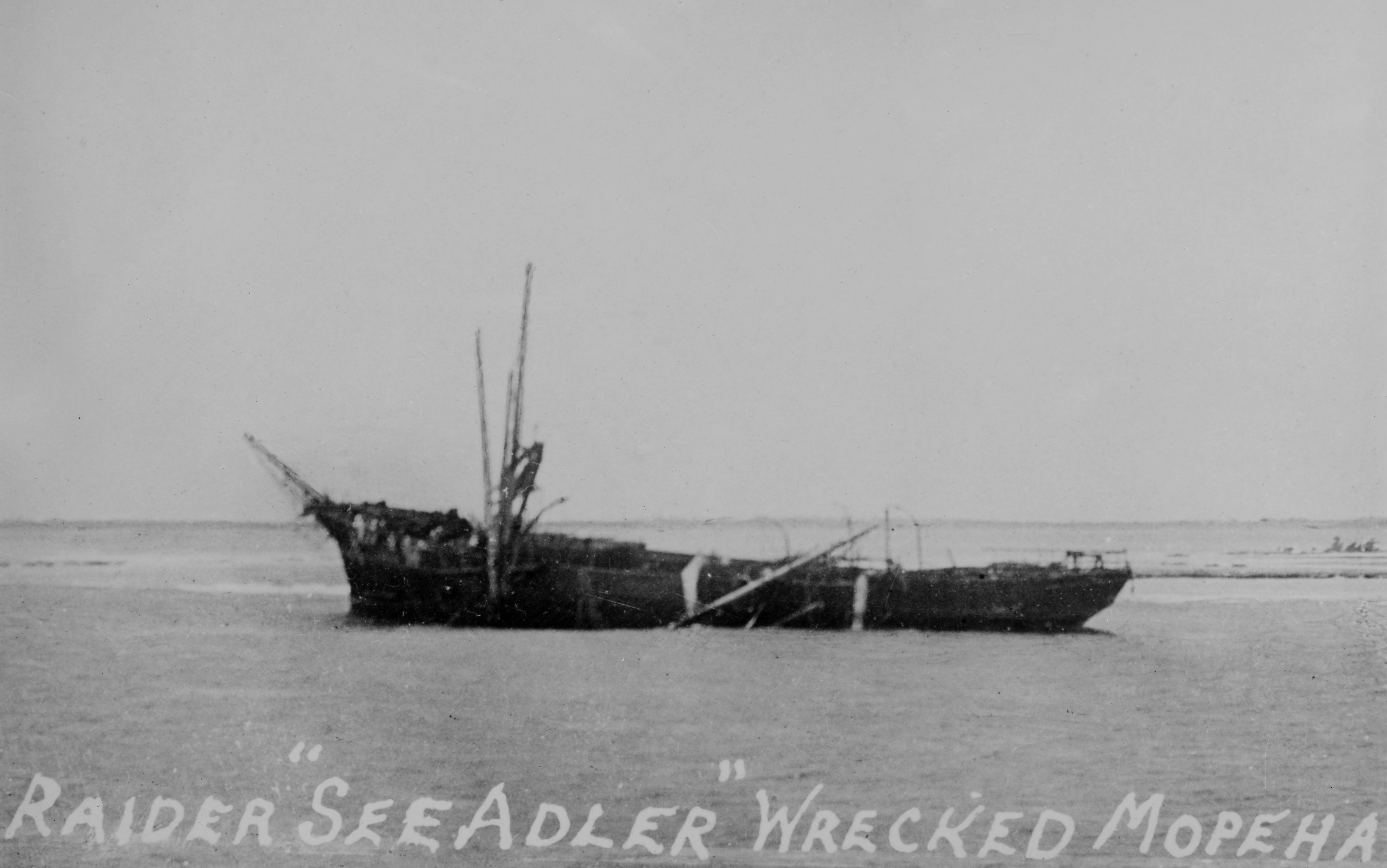
Az elsüllyedt Seeadler

Maupihaa szigetén polinézek éltek az ősi időkben. Régészeti leleteket és halász kampókat találtak a szigeten. Az első európai, aki a szigetre tévedt, a szomszédos Fenua Ura és Motu One szigetekkel egyetemben, Samuel Wallis tengerész volt 1767-ben. 1917-ben az atollt bérbe adta az állam egy papeete-i cégnek, amely három alkalmazottjával koprát készített, sertésmarhákat és szárnyasokat neveltek, valamint teknősöket gyűjtöttek. Később egy másik kopra vállalkozás kaparintotta meg a szigetet, amely az egész területet beültette kókuszdióval.
Még ebben az évben Felix von Luckner gróf, a híres háromárbócos Seeadler hadihajó kapitánya látogatott a szigetre. Utazása során, az első világháború idején létrehoztak egy apró kolóniát is, hogy rajtaüssenek a szövetségi hajókon a Dél-Csendes-óceánon. Azért szerettek volna megállni, hogy friss vizet és élelmiszert vegyenek magukhoz, valamint azért, hogy a hosszú út után a hajójukat helyrepofozzák. Mivel a Seeadler túl nagy volt ahhoz, hogy bejusson a Mopelia lagúnába, ezért az atollon kívül horgonyzott le. Rövid idő után az erős szelek és áramlatok miatt a Seeadler zátonyra futott. Így Luckner és az 50 fős legénysége a szigeten ragadt. Lowell Thomas 1928-as könyve szerint a szerencsétlenséget egy cunami okozta. Luckner végül egy pár emberrel egy tutaj hátán jutott el a 3200 km-re lévő Fidzsi-szigetekre. Szeretett volna ott elfoglalni egy hajót, hogy kimenekítse a Maupihaa szigetén ragadt embereit, de ez már nem sikerült neki, mert a britek elfogták. A háború hátralevő részét fogolyként töltötte Új-Zélandon, ahonnan egyszer ugyan sikerült megszöknie, ám később ismét elkapták. Eközben a legénységének sikerült elfoglalnia egy francia kétárbócost, a Lutece-t, amellyel elhajóztak a Húsvét-szigetre, ahol sikerült ismét zátonyra futniuk. Ott a chilei hatóságok letartóztatták őket.
A 2000-es évek elején a Martin hurrikán teljesen elpusztította a szigetet.

## Közigazgatása
Maupihaa közigazgatásilag a Szélcsendes-szigetekhez tartozik Maupiti települési önkormányzathoz (commune). Annak ellenére, hogy a szigeten két család is él, jelenleg folyamatosan lakatlan szigetként van nyilvántartva.

## Gazdaság
A szigeten hatalmas területen nőnek kókuszdió fák. A helyi két család teljesen önellátó. Koprát készítenek és földet művelnek, amelyet az ideérkező hajók szállítanak el. Pénz helyett, aminek nem sok hasznát vennék a Maupihaa atollon, egy számlára rakják a fizetségüket, amiről aztán levonják az összeget, amikor szükségük van például a generátoraik számára benzinre. A szállítmány pedig a következő hajóval érkezik.

## Egyéb elnevezései
- Mopelia
- Maupelia
- Mopihaa
- Maupihoa
- Mapetia